# 유산비용
유산비용, 레거시 코스트(Legacy costs), 레거시 비용은 컴퓨터 산업의 레거시 시스템과 유사하게 형성된 용어이다. 유산비용은 지난 몇 년 동안 다른 리더십 하에 있거나 기업의 우선 순위와 자원이 다를 때 조직(기업이든 도시이든)에서 발생한 비용이다. 이는 다른 약속(특히 기존 기반 시설)도 참조할 수 있지만 주로 제2차 세계 대전 이후 노동 평화 시대에 발생하는 현재 직원 및 퇴직자를 위한 확정 혜택 계획에 따라 의료 비용 및 연금을 지불해야 하는 의무를 나타낸다. 유산비용은 자동차 제조업체, 중심 도시, 전 세계의 오래된 항공사와 같은 미국 일자리를 방해하는 것으로 여겨진다. 이러한 믿음은 유산비용이 회사의 경쟁력을 저하시킬 것이라는 생각으로 이어진다. 조직화된 노동계는 그러한 비판을 노동자와 고용주 사이의 모든 형태의 사회적 계약을 포기하려는 욕구의 일부로 본다.